# Waga miejska w Płocku
Waga miejska w Płocku – budynek – Dom Wagi – przy ulicy Kwiatka 59.
Na początku XVI wieku miał miejsce spór między mieszczanami płockimi a starostą Mikołajem Niszczyckim, który próbował wprowadzić w Płocku nowe miary. W 1523 król Zygmunt I Stary opowiedział się po stronie mieszczan i dopuścił do użytku stary system miar i wag.
Dziesięć lat później, w roku 1532, sejm krakowski wydał statut dotyczący ziemi płockiej, w którym zaakceptowano wniosek płoccczan o przyrównanie płockich miar do miar poznańskich. Od roku 1550 zaczęła obowiązywać konstytucja sejmu piotrkowskiego, która ustalała obowiązek przechowywania w ratuszach korców "sprawiedliwej miary, równych pod strych".